# روبن سی. بیکر
روبن سی. بیکر (انگلیسی: Reuben C. Baker) (زاده ۱۸ ژوئیه ۱۸۷۲ - درگذشته ۲۹ سپتامبر ۱۹۵۷) کارآفرین، کارشناس نفتی و مدیر ارشد اجرایی آمریکایی بود، که شرکت بیکر اینترنشنال را تأسیس نمود.